# HK Lewski Sofia
Der HK Lewski Sofia ist die Eishockeyabteilung des bulgarischen Sportvereins Lewski Sofia aus Sofia, welche der Bulgarischen Eishockeyliga angehört. Die Spielstätte des HK Lewski Sofia ist der Wintersportpalast Sofia. 

## Geschichte
Der Verein wurde 1953 als HK Dinamo Sofia gegründet. Nach sechs Jahren folgte die er erste Umbenennung in HK Lewski Sofia, ehe sich der Club 1969 mit Spartak Sofia zu Spartak-Lewski Sofia vereinte. Die durch die Fusion entstandene Mannschaft beherrschte anschließend in der Mitte der 1970er bis Anfang der 1980er Jahre das Eishockey in Bulgarien und wurde zwischen 1976 und 1982 sechs Mal in Folge Bulgarischer Meister. Seit 1990 spielt die Mannschaft wieder unter ihrem vorherigen Namen HK Lewski Sofia, konnte an frühere Erfolge anknüpfen und wurde vier Mal Meister in den 1990er Jahren, sowie zuletzt 2003. Mit insgesamt zwölf gewonnenen Meisterschaften ist Lewski nach dem HK Slawia Sofia (18 Titel) und dem HK ZSKA Sofia (13 Titel) die dritterfolgreichste Mannschaft des Landes. Zudem gewann Lewski 17 Mal den nationalen Pokal (zuletzt 2005). Nach der Spielzeit 2012/13 zog sich der Club aus finanziellen Gründen aus der Liga zurück.

## Erfolge
- Bulgarischer Meister (13): 1976, 1977, 1978, 1979, 1980, 1981, 1982, 1989, 1990, 1992, 1995, 1999, 2003
- Bulgarischer Vizemeister (19): 1967, 1971, 1972, 1974, 1975, 1983, 1984, 1985, 1986, 1991, 1993, 1994, 1996, 2000, 2001, 2002, 2004, 2005, 2007
- Bulgarischer Pokal (17): 1968, 1974, 1977, 1979, 1980, 1982, 1984, 1985, 1988, 1989, 1990, 1991, 1995, 1996, 1999, 2000, 2005